# Всемирный день информации о развитии
Всемирный день информации о развитии (на официальных языках ООН: англ. World Development Information Day, исп. Día Mundial de la Información sobre el Desarrollo, фр. Journée mondiale d'information sur le développement )  — по решению 27-й сессии Генеральной Ассамблеи ООН  (резолюция № A/RES/3038) отмечается ежегодно, с 1973 года, 24-го октября.
В резолюции сказано, что дата этого Всемирного дня в принципе должна совпадать с Днем Организации Объединённых Наций — 24 октября.
Цель этого Всемирного дня заключается в привлечении внимания общественного мнения к проблемам развития. Было выражено мнение, что распространение информации о развитии является важным фактором для осознания проблем развития, способствует наращиванию усилий в области международного сотрудничества в целях развития.